# Machados
Machados est une municipalité brésilienne située dans l'État du Pernambouc.